# Witte lupine
De witte lupine (Lupinus albus) is een plant die behoort tot de vlinderbloemenfamilie. De witte lupine is giftig en komt in Nederland als een zeer zeldzame, verwilderde soort voor. Door veredeling zijn er alkaloïde-arme of ‘zoete’ rassen beschikbaar gekomen. 
Witte lupine onderscheidt zich binnen het grote en polymorfe geslacht Lupinus vanwege een kleine variatie in morfologische kenmerken. De soort heeft echter een grote, intraspecifieke variabiliteit in fysiologische planteigenschappen: de duur van vernalisatie en groeisnelheid, fotoperiodieke gevoeligheid, vormtolerantie, droogteresistentie, koudetolerantie en winterhardheid. Er zijn winter- en voorjaarsrassen van witte lupine. De duur van de groeiperiode bij voorjaarszaai varieert van 106 tot 180 dagen, de hoeveelheid zaden per plant varieert van 2,2 g tot 40 g, de opbrengst aan groene massa per plant van 9 g tot 250 g, het eiwitgehalte in het zaad van 35,0% tot 53,7% en oliegehalte van 6,2% naar 12,0%.

## Beschrijving
De witte lupine is een eenjarige, kruidachtige plant die doorgaans 30 tot 120 cm hoog wordt. De stengels zijn aan de bovenkant vertakt en hebben aanliggende haren.
De gesteelde, handvormige bladeren hebben vijf tot negen keer blaadjes. De gehele, afgeronde tot puntige, vaak stekelige blaadjes zijn kort gesteeld en omgekeerd eirond. Die van de onderste bladeren zijn 2,5 tot 3,5 centimeter lang en 1,4 tot 1,8 centimeter breed, die van de bovenste zijn 4 tot 6 centimeter lang en één tot 1,5 centimeter breed. Ze zijn van boven kaal en van onderen behaard. De steunblaadjes zijn borstelachtig.
De bloemen staan in 5 tot 10 centimeter lange, losse, eindstandige trossen. De tweeslachtige vlinderbloemen zijn duidelijk gesteeld en afwisselend gerangschikt in kransen. De harige kelk is 8 tot 9 millimeter lang. De bovenlip van de kelk is ongedeeld tot licht tweetandig, de onderlip is ongelijk drietandig en iets langer dan de bovenlip. De bloemkroon is 15 tot 20 millimeter lang en wit tot violetblauw. De 10 meeldraden zijn met elkaar vergroeid. De stempel is bolvormig en heeft aan de basis een haarrand. De bloeitijd in Centraal-Europa is van juni tot september, volgens Helmut Gams van april tot juli.
De peulen zijn 6 tot 14 centimeter lang en 11 tot 20 millimeter breed. Ze staan rechtop, hebben een snavel, zijn stijf behaard en worden vervolgens kaal en verkleuren geel. Ze bevatten elk 3 tot 6 zaden die plat, rondachtig-vierhoekig en 8 tot 14 millimeter groot zijn. Het oppervlak is glad, mat en geelachtig wit.

## Verspreiding
Witte lupine komt wijd verspreid voor in het Middellandse Zeegebied en groeit op natuurlijke wijze in de zuidelijke Balkan, de Franse regio Provence, de regio van het Italiaanse vasteland Apulië, de eilanden Sicilië, Corsica en Sardinië, en de Egeïsche Zee, evenals in Libanon, Israël, Palestina en westelijk Anatolië. Het wordt aangetroffen in weilanden, hooilanden en met gras begroeide hellingen op zowel zandige als zure grond. De witte lupine wordt geteeld in het hele Middellandse Zeegebied en in Egypte, Soedan, Ethiopië, Syrië, Europa, Noord- en Zuid-Amerika, en tropisch en zuidelijk Afrika. De oude teelt van witte lupine onder de lokale naam hanchcoly werd tot voor kort beoefend in het westen van Georgië.

## Geschiedenis en moderne toepassingen

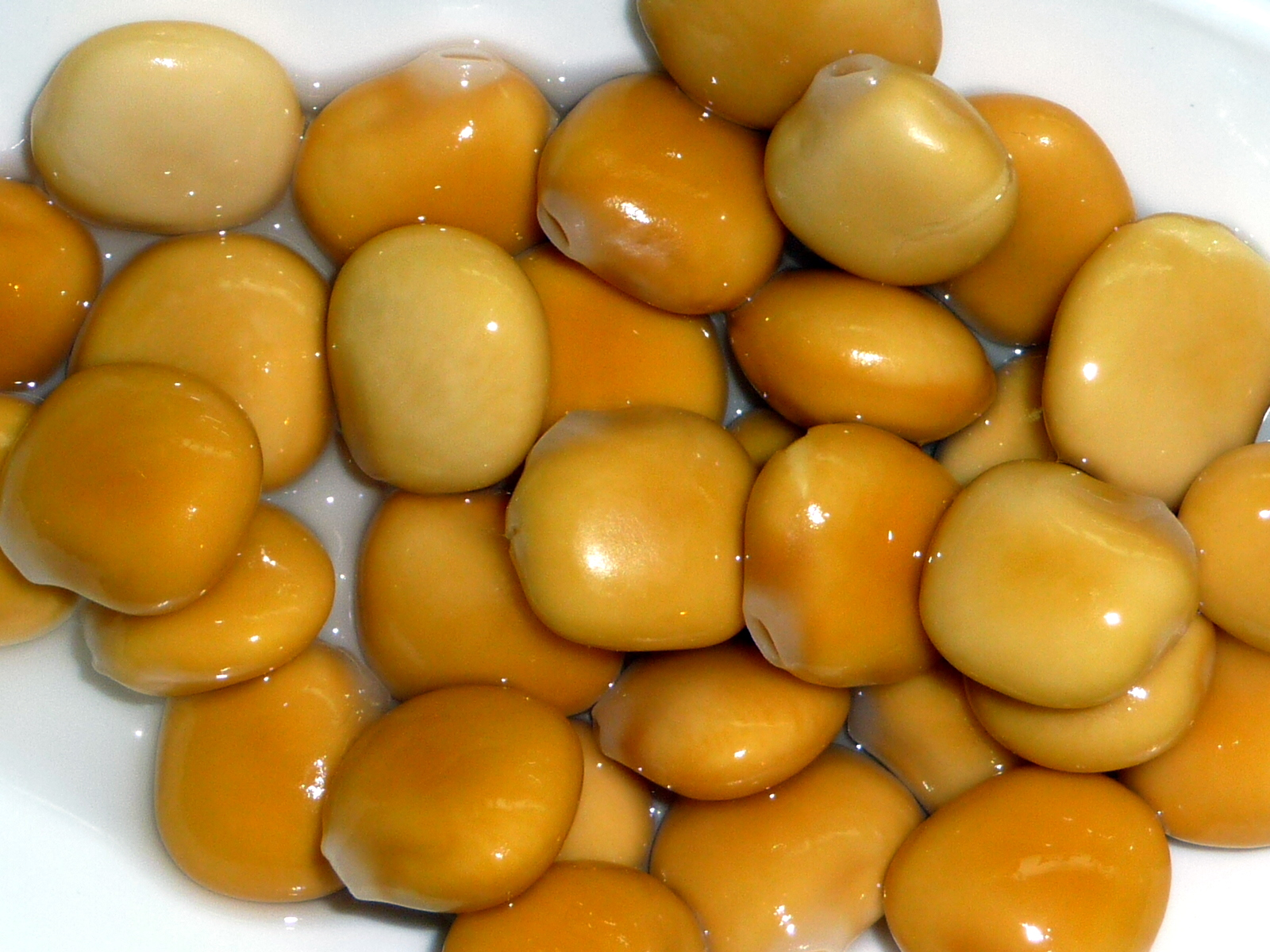
Opgezwollen, geweekte zaden van de witte lupine. De zaden worden maximaal 14 dagen in water geweekt om bittere stoffen uit te spoelen. De gedroogde zaden zwellen tot vier keer hun oorspronkelijke grootte op. De geweekte lupinebonen zijn een populair tussendoortje in het Middellandse Zeegebied en het Nabije Oosten. Ze zijn in de handel verkrijgbaar onder de naam 'Tirmis'.

Het begin van de lupineteelt in de Oude Wereld wordt soms geassocieerd met het Oude Egypte. Het is echter waarschijnlijker dat witte lupine oorspronkelijk in cultuur werd genomen in het oude Griekenland, waar de grootste biodiversiteit geconcentreerd is en waar tot op de dag van vandaag in het wild groeiende vormen bewaard zijn gebleven (ssp. graecus). Op het Balkanschiereiland zijn vertegenwoordigers van een andere ondersoort van de witte lupine (ssp. termis en ssp. albus) verwilderd en groeien nu in natuurlijke omgevingen. Ook kan de Griekse oorsprong van gecultiveerde lupine worden aangetoond door de Griekse naam 'thermos' van lupine, wat zich grofweg vertaalt naar 'heet'. Witte lupine verspreidde zich vanuit Griekenland naar aangrenzende regio's en staten in de loop van de tijd, met name Egypte en het oude Rome. De vormen van lupine met witte zaden en roze-blauwe of lichtroze bloemen (L. termis) verspreidden zich voornamelijk naar het zuiden (Egypte, Libië en Palestina), terwijl de vormen met witte zaden en grijsachtig- blauwe of witte bloemen (L. albus) verplaatsten zich naar het westen (Apennijns Schiereiland en verder).
Volgens Zohary en Hopf "is de witte lupine zelfs vandaag de dag een gewaardeerd voedingsgewas en wordt hij nog steeds verbouwd in sommige mediterrane landen, met name in Egypte." In Griekenland, vooral op het eiland Kreta en in het gebied Peloponnesos, zijn lupinezaden een veelgebruikt tussendoortje tijdens de vastentijd. Ze worden normaal gesproken 2 à 3 uur in zeewater geweekt om de smaak te verzachten en worden vervolgens rauw geconsumeerd. In Frankrijk, Spanje, Portugal, Zuid-Italië en delen van Brazilië is lupine een zeer populaire snack (tramousse of  lupin in het Frans, lupini in het Italiaans, tremoço-branco in het Portugees, altramuces of chochos in het Spaans, tramussos in het Catalaans). Lupine staat in het Arabisch bekend als ترمس termes, en de zaden worden in Egypte verkocht als een populaire straatsnack nadat ze zijn geweekt en gepekeld.

## Ondersoortenenvariëteiten
- subsp. graecus (Boiss. et Spun.) Franko et Silva
- subsp. termis (Forsk.) Ponert.
  - var. abissinicus Libk.
  - var. subroseus Libk.
  - subsp. albus L.
- var. albus
- var. vavilovii (Atab.) Kurl. et Stankev.
- var. vulgaris Libk.
  - f. libkindae Kurl. et Stankev.[7]

## Rassen
Er staan 30 witte lupinerassen in de Gemeenschappelijke rassenlijst voor landbouwgewassen van de EU, waarvan één voor conservendoeleinden. In Nederland doet het Louis Bolk Instituut onderzoek naar geschikte rassen voor Nederlands omstandigheden.

## Ziekten
Omdat er talloze ziekten zijn die witte lupine aantasten, is de bestrijding complex en belangrijk. Hogere opbrengsten kunnen worden verkregen door vroeg in het jaar te zaaien, maar deze strategie kan de schade door plagen en ziekten vergroten.
Schimmelziekten worden vaak bestreden met fungicides. Om niet-schimmelziekten te bestrijden zijn de meest effectieve praktijken vruchtwisseling en het gebruik van ziektevrije zaden.

### Schimmels

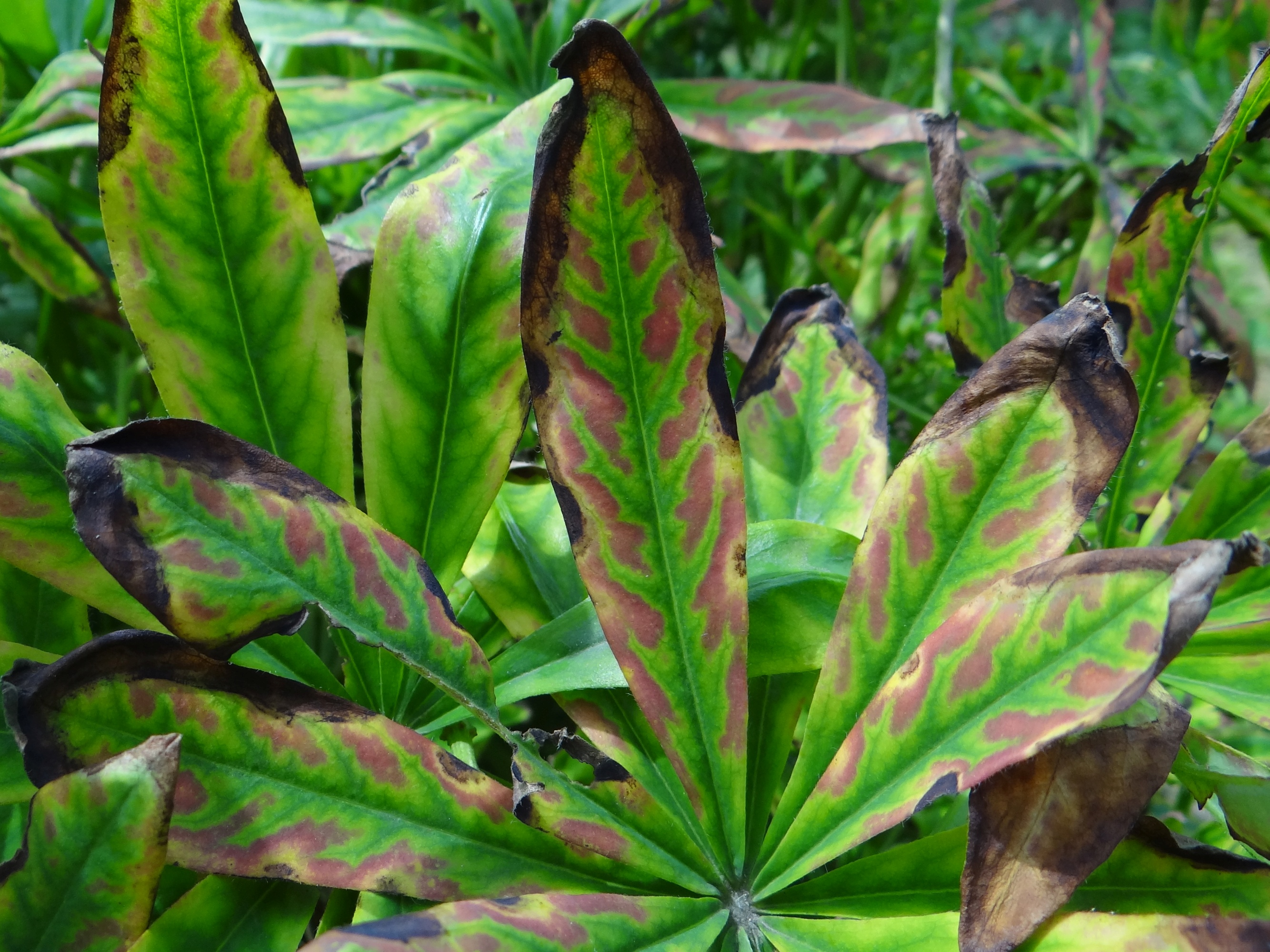
Pleiochaeta setosa op Lupinus polyphyllus

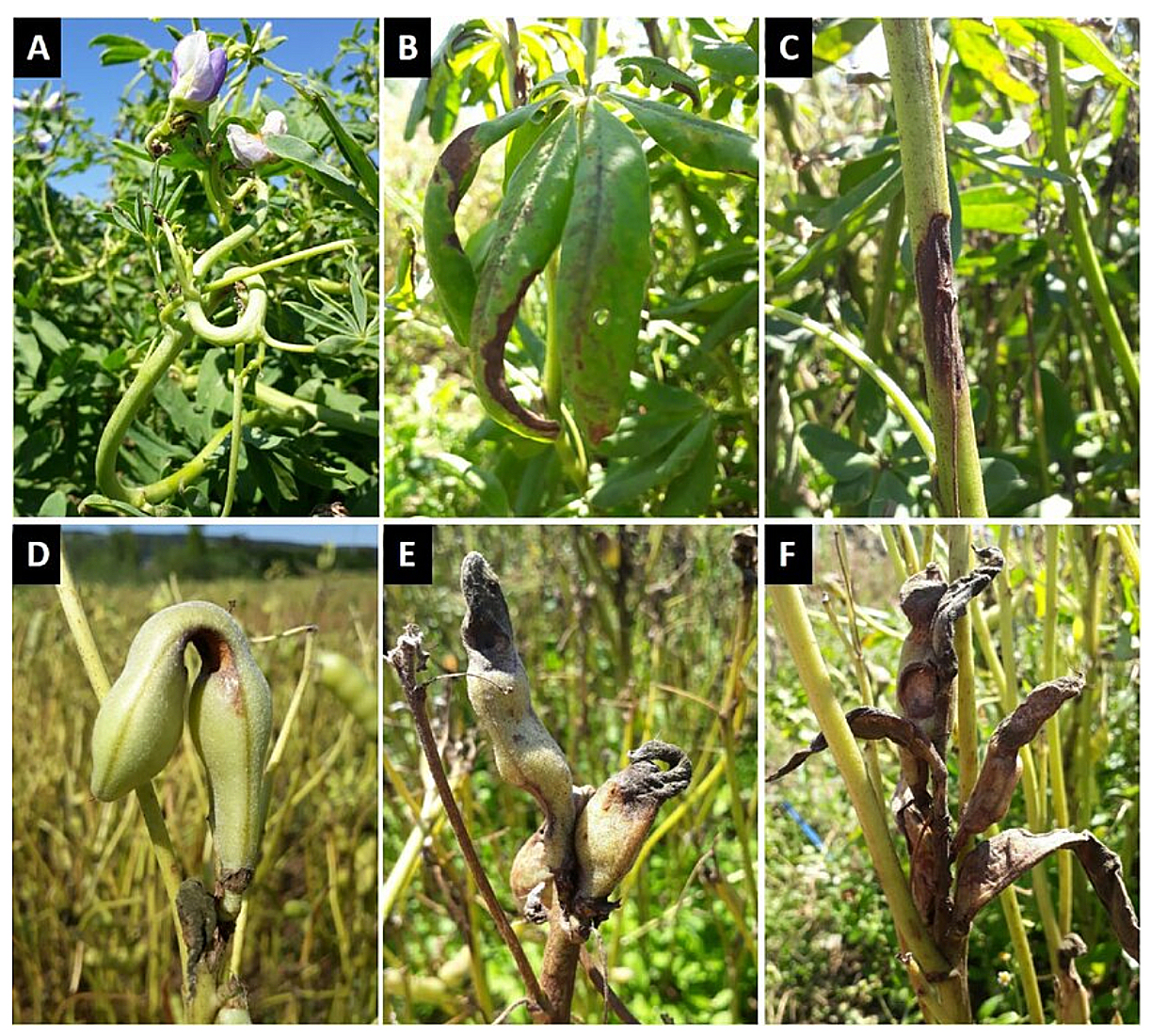
B-F: Colletotrichum lupini

De volgende drie schimmels zijn lupinespecifiek en volledig aangepast aan de aanwezigheid van alkaloïden:
- Pleichaeta setosa, veroorzaakt bruine bladvlekken en kan worden bestreden door vorsttolerante planten te selecteren

- Uromyces lupinicolus, ook bekend als roest, veroorzaakt ontbladering en vermindering van de biomassa, en wordt bestreden met triazoolfungiciden

- Colletotrichum lupini, een door zaad overgedragen ziekte[10] die lupineplanten kan doden voordat ze bloeien.[10][11] en dat vooral wordt aangepakt via zaadbehandeling.[12]

### Virussen
Het bonenmozaïekvirus wordt overgedragen door bladluizen en geïnfecteerde zaden, en is de belangrijkste virusziekte bij witte lupine. Een belangrijke ziekte voor andere lupines is komkommermozaïekvirus, waar de witte lupine immuun voor is.

### Plagen

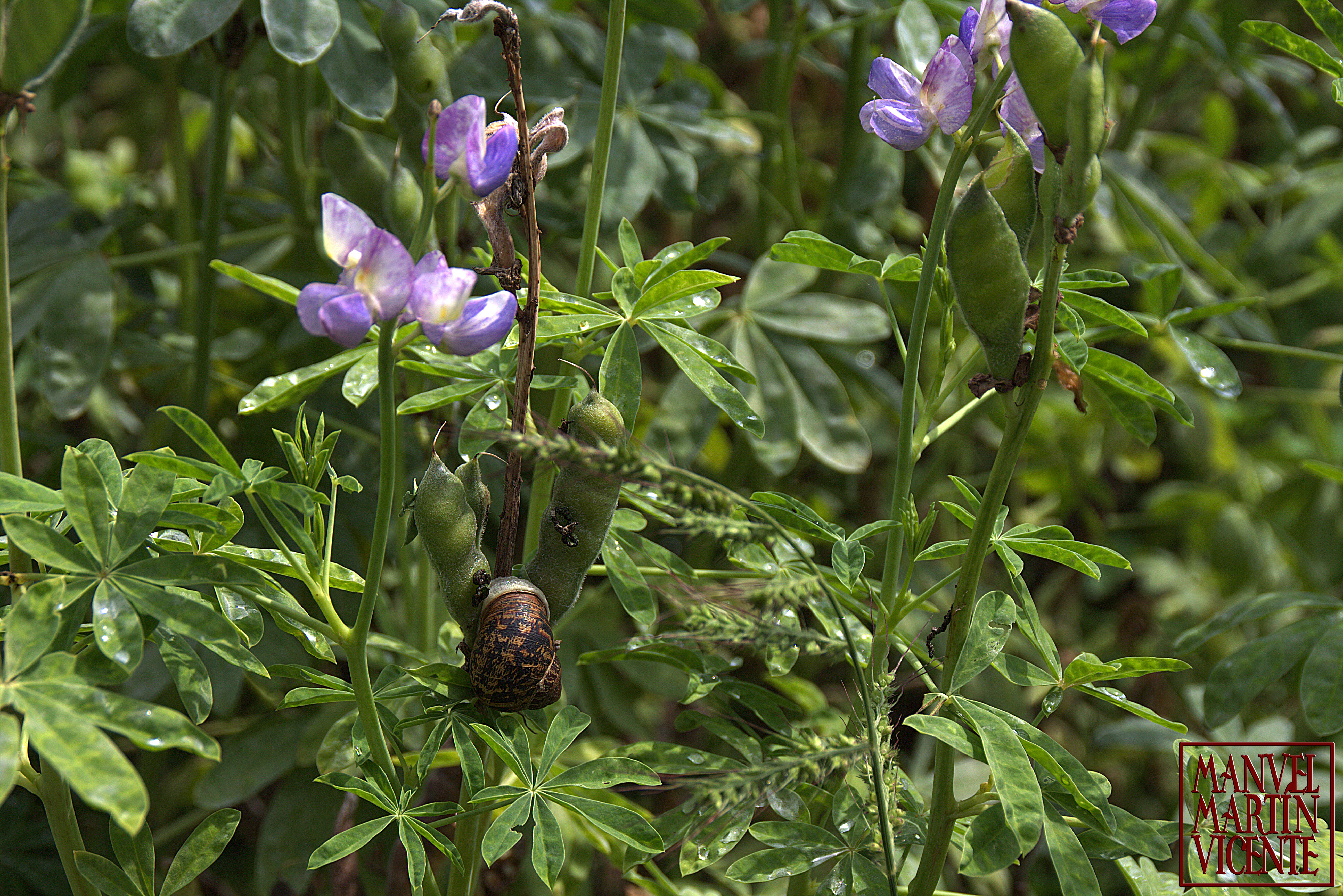
Witte lupine met slak

Phorbia platura is het enige insect dat historisch gezien een significante invloed heeft gehad op de witte lupine. Insectenlarven kunnen de wortels en hypocotylen beschadigen, en kan het meest effectief worden behandeld met bodeminsecticiden of andere zaadbehandelingen.
Bladluizen vormen ook een probleem, vooral tijdens de knopvorming en vroege peulenstadia. Ze verminderen de gewasopbrengst en beperken het aantal bloemen. Ze kunnen ook virusziekten overbrengen.
Andere plagen en schadelijke organismen zijn onder meer:
- maden, die ervoor zorgen dat zaailingen verwelken en afsterven
- kevers en nachtvlinderrupsen, die zaailingen doden
- slakken, die bladeren beschadigen
- trips, die bloemen en bladeren aantasten
- blindwantsen, die jonge peulen aantasten
- rupsen, die zich voeden met peulen en zaden